# Helgö
59°16′43″N 17°40′47″Ø / 59.27861°N 17.67972°Ø
Helgö er en ø, landsby og oldtidshandelsplads i søen Mälaren i Ekerö kommun, Stockholms län i Sverige. Øens største bredde er omkring 1,5 km,  den er omkring 5 km lang og har et areal på 48 hektar. Den ligger tæt ved sydsiden af Ekerö. Antal fast boende på Helgö var i 2005 141 personer. 
Øen er især kendt for et større oldtidsmindeområde, det såkaldte Helgösamhället (Helgösamfundet). På Helgös nordøstlige ende ligger folkehøjskolen Kaggeholm.

## Helgösamfundet
Helgö med Helgöbopladsen er en gammel handels- og værkstedsplads. Området består af syv husgrupper, fem gravfelter og et voldsted fra 200 til 500 år e. Kr. Den gamle handelsby på Helgö opstod omkring år 200, og er dermed omkring 500 år ældre end Birka på Björkö. Allerede i 400-tallet fandtes gode håndværkere på stedet; der er blandt andet fundet rige spor efter guldsmedjer og andre værksteder. Helgös storhedstid anses for at være folkevandrings- (400-550 e.Kr.) og vendeltid (550-800 e.Kr). Det avancerede bronzestøberi og håndværk ophørte i 600-tallet og Helgö blev en  mere ordinær landbrugsegn. I slutningen  af vendeltiden (750 e.Kr.) opstod Birka og dominerede handelen i mälardalen frem til slutningen af 900-tallet, da Sigtuna overtog  handelen.    
Der findes beviser på fjerne handelsforbindelser i form af en lille Buddha fra Nordindien og en dåbskåbe fra Egypten begge dateret til 500-tallet. Mønter fra Ravenna, Rom, Byzans og Arabien viser pladsens betydning. Øens købmænd kan have haft kongefamilierne fra Vendel og Uppsala som kunder for deres luksusartikler.
Helgösamhället blev udgravet i 1954 og viste bopladser og  et værkstedsområde. De blev en international sensation.

## Billeder
- Kaggeholm slot
- Arkæologiske fund
- Helgö Kanal

## Områder på Helgö
- Lurudden
- Västgården
- Bona
- Nytorp
- Kaggens täppa
- Helgö bol
- Slottshagen
- Gammelgårdsudden
- Kaggeholm
- Långnäs (også kaldt Långnäset)